# Cons-Sainte-Colombe
Cons-Sainte-Colombe é uma ex-comuna francesa na região administrativa da Alta Saboia, região de Auvérnia-Ródano-Alpes. Estendeu-se por uma área de 3,47 km². Em 2010 a comuna tinha 355 habitantes (densidade: 102,3 hab./km²).
Em 1 de janeiro de 2016 foi fundida com a comuna de Marlens para a criação da nova comuna de Val-de-Chaise.